# Équipe d'Allemagne féminine de basket-ball à trois
Cet article traite de l'équipe féminine de basket-ball à trois. Pour l'équipe masculine de basket-ball à trois, voir Équipe d'Allemagne masculine de basket-ball à trois.
Maillots
L'équipe nationale féminine d'Allemagne 3×3 est une équipe nationale allemande de basket-ball, régie par la Fédération allemande de basket-ball (Deutscher Basketball Bund ou DBB). Elle représente le pays dans les compétitions internationales de basket-ball féminin 3×3.
En 2021-2022, l'équipe occupée la première place mondiale selon le classement FIBA.

## Histoire

### 2019
Aux Jeux européens de 2019 à Minsk, l'équipe menée par Satou Sabally a terminé 4e.
À l'été 2019, Svenja Brunckhorst, joueuse de longue date de l'équipe nationale féminine d'Allemagne et capitaine, a débuté avec le basket-ball 3×3. Brunckhorst avait commencé sa carrière au TSV 1880 Wasserburg. La meneuse a également joué en Espagne et en France au cours de sa carrière, mais elle a connu le plus de succès dans sa ville natale de Wasserburg, où elle a contribué à six titres de champion entre 2008 et 2016.

### 2020
Brunckhorst, Stefanie Grigoleit, Theresa Simon et le renfort de la WNBA Satou Sabally ont presque réussi à se qualifier pour la première olympique. Cependant, ils ont échoué dans un groupe solide du tour préliminaire contre la France et les États-Unis. Pourtant, les bonnes performances lors du tournoi de qualification olympique féminin 3×3 FIBA 2021 ont attiré l'attention du public.

### 2021
Lors de la Coupe d'Europe FIBA 3×3 2021, l'équipe d'Allemagne a terminé 2e. L'équipe était composée de Svenja Brunckhort, Luana Rodefeld, Katharina Müller et Sonja Greinacher, qui avaient toutes bénéficié de la promotion sportive de haut niveau de la Bundeswehr, ce qui avait également permis à Brunckhorst d'obtenir un master en gestion internationale. Jamais auparavant une sélection féminine de la Fédération allemande de basket-ball n'avait connu un tel succès. Il convient de noter que l'événement a présenté une compétition de haut niveau avec la présence de nombreux joueurs de l'Euroligue et de la WNBA. En finale, la sélection allemande est battue 12 à 16 par l'Espagne.
L'équipe a été renforcée par les anciennes et actuelles joueuses de l'équipe nationale et de Damen-Basketball-Bundesliga Stefanie Grigoleit, Ama Degbeon, Theresa Simon et Jennifer Crowder.
En novembre 2021, Greinacher et Brunckhorst sont revenus dans l'équipe nationale allemande de basket-ball « régulière » afin de participer aux qualifications pour l'EuroBasket Women 2023.

## Résultats

### Palmarès
| Compétitions mondiales                                             | Compétitions continentales           |
| ------------------------------------------------------------------ | ------------------------------------ |
| - Jeux olympiques (1) - Vainqueur en 2024 - Coupe du monde - Néant | - Coupe d'Europe - Finaliste en 2021 |

### Parcours en compétitions internationales

#### Jeux olympiques
| Année | Position      |      | Année | Position |
| 2020  | Non qualifiée | 2028 | -     |          |
| 2024  | Vainqueur     | 2032 | -     |          |

#### Coupe du monde
| Année | Position      |      | Année         | Position     |   | Année | Position |
| 2012  | 13e           | 2019 | Non qualifiée | 2027         | - |       |          |
| 2014  | 8e            | 2022 | 9e            | Pays inconnu | - |       |          |
| 2016  | Non qualifiée | 2023 | 5e            | Pays inconnu | - |       |          |
| 2017  | 12e           | 2025 | 11e           | Pays inconnu | - |       |          |
| 2018  | 15e           | 2026 | -             | Pays inconnu | - |       |          |

#### Coupe d'Europe
| Année | Position      |      | Année     | Position     |   | Année | Position |
| 2014  | Non qualifiée | 2021 | Finaliste | 2026         | - |       |          |
| 2016  | Non qualifiée | 2022 | 5e        | Pays inconnu | - |       |          |
| 2017  | Non qualifiée | 2023 | 8e        | Pays inconnu | - |       |          |
| 2018  | Non qualifiée | 2024 | 5e        | Pays inconnu | - |       |          |
| 2019  | 11e           | 2025 | -         | Pays inconnu | - |       |          |